# 哈德拉·托马斯多蒂尔
哈德拉·托马斯多蒂尔（發音：[ˈhatla ˈtʰouːmasˌtouhtɪr̥]；1968年10月11日—）是現任冰岛总统，同时也是一名商人和公共演说家。她于1998年成为雷克雅未克大学创始团队的成员，也是投资公司Auður Capital的共同创始人。她还是跨国非营利组织B Team的首席执行官，该组织致力于促进职场多样性。
哈德拉于2016年3月17日宣布参选冰岛总统。在该年的总统选举中，哈德拉获得了27.9%的选票，仅次于获胜者古德尼·約翰內森，后者获得了39.1%的选票。
2024年3月17日，哈德拉再次宣布参选冰岛总统。2024年6月1日，哈德拉以大约10个百分点的优势击败前总理卡特琳·雅各布斯多蒂爾，赢得总统选举，成为继维格迪丝·芬博阿多蒂尔之后冰岛第二位女总统。其竞选活动主要关注社交媒体对青少年心理健康的影响、旅游业发展和人工智能的作用等问题。